# Abdul Jalilul Jabbar do Brunei
Abdul Jalilul Jabbar foi o décimo primeiro sultão de Brunei. Ele governou apenas por um ano de 1659 a 1660. Mais tarde, ele foi sucedido por seu tio Muhammad Ali.